# Bovina (Wisconsin)
Bovina es un pueblo ubicado en el condado de Outagamie en el estado estadounidense de Wisconsin. En el Censo de 2010 tenía una población de 1.145 habitantes y una densidad poblacional de 13,1 personas por km².

## Geografía
Bovina se encuentra ubicado en las coordenadas 44°27′28″N 88°33′6″O / 44.45778, -88.55167. Según la Oficina del Censo de los Estados Unidos, Bovina tiene una superficie total de 87.44 km², de la cual 86.12 km² corresponden a tierra firme y (1.5%) 1.31 km² es agua.

## Demografía
Según el censo de 2010, había 1.145 personas residiendo en Bovina. La densidad de población era de 13,1 hab./km². De los 1.145 habitantes, Bovina estaba compuesto por el 97.82% blancos, el 0% eran afroamericanos, el 0.44% eran amerindios, el 0.35% eran asiáticos, el 0% eran isleños del Pacífico, el 1.31% eran de otras razas y el 0.09% pertenecían a dos o más razas. Del total de la población el 4.02% eran hispanos o latinos de cualquier raza.